# Бжезьниця (Сілезьке воєводство)
Бжезьниця (пол. Brzeźnica) — село в Польщі, у гміні Рудник Рациборського повіту Сілезького воєводства.
Населення — 550 осіб (2011).
У 1975-1998 роках село належало до Катовицького воєводства.

## Демографія
Демографічна структура станом на 31 березня 2011 року:
|          | Загалом | Допрацездатний вік | Працездатний вік | Постпрацездатний вік |
| -------- | ------- | ------------------ | ---------------- | -------------------- |
| Чоловіки | 276     | 63                 | 174              | 39                   |
| Жінки    | 274     | 53                 | 152              | 69                   |
| Разом    | 550     | 116                | 326              | 108                  |